# Christi-Geburts-Kirche (Sokolskoje)

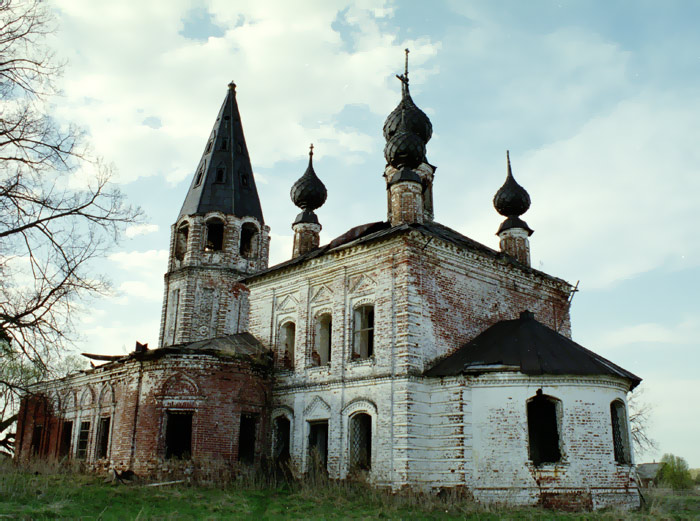
Die Christi-Geburts-Kirche in Sokolskoje

Die Christi-Geburts-Kirche (russisch Церковь Рождества Христова) ist eine russisch-orthodoxe Kirche im Dorf Sokolskoje, im Rajon Luch der russischen Oblast Iwanowo. Sie ist im typisch russischem Stil errichtet und mit fünf Zwiebeltürmen versehen. 

## Geschichte
1803 erhielt die Gemeinde zum Bau des Gotteshauses eine Spende von 500 Rubel vom Zaren Alexander dem Ersten, die er selbst zur Kirchenbaustelle brachte. Sie wurde zu Ehren der Geburt Christi und 1863 auf Wunsch des Grafen Beljajew auch der Hl. Paraskewa Pjatniza geweiht.
Wie die meisten Kirchen wurde auch die Kirche in Sokolskoje in der sowjetischen Periode vernachlässigt und befindet sie sich heute in einem sehr schlechten Zustand. 
Im Jahre 2005 befanden sich in der Kirche nur die Reste der hölzernen Ikonostase, die Fresken waren in schlechtem Zustand. Der Friedhof, der neben der Kirche lag, wurde in Sowjetzeiten zerstört, ebenso der hölzerne Zaun um das Kirchengebäude. Das Kirchengebäude ist verlassen und es finden keine Gottesdienste mehr statt.